# Олександр Олександрович (син Олександра III)
Олександр Олександрович (26 травня (7 червня) 1869 — 20 квітня (2 травня) 1870) — російський великий князь, друга дитина і син великого князя Олександра Олександровича і Марії Федорівни. Був третім, після батька і старшого брата Миколи, в порядку престолонаслідування.
Помер від менінгіту; єдина його фотографія зроблена батьками посмертно. Похований у Петропавловськом соборі в Петербурзі.